# Caccobius (жёсткокрылые)
Caccobius — род пластинчатоусых из подсемейства скарабеин, насчитывающий около 250 видов.

## Описание
Передние голени на вершине усечённые, вершинный зубец направлен прямо в сторону. Переднегрудь спереди с каждой стороны с большой круглой ямкой для вкладывания усиков.

## Систематика

### Перечень видов
- Caccobius obtusus Fåhraeus, 1857
- Caccobius postlutatus d’Orbigny, 1905
- Caccobius semiluteus d’Orbigny, 1905
- Caccobius histeroides (Ménétries, 1832)
- Caccobius mundus (Ménétries, 1838)
- Caccobius pulicarius Harold, 1875
- Caccobius schreberi (Linnaeus, 1767)